# Filip Trejbal
Filip Trejbal, né le 5 janvier 1985 à Jilemnice, est un skieur alpin tchèque, spécialiste du slalom.

## Biographie
Vivant à Rokytnice nad Jizerou, il y découvre le ski.
Membre du club Dukla Liberec, il commence sa carrière au niveau international en 2001 et dans les Championnats du monde junior en 2002. Lors de la saison 2002-2003, il gagne ses premières courses FIS. Trejbal est promu dans la Coupe d'Europe en décembre 2004 à Spindleruv Mlyn, où il marque ses premiers points directement et se classe sixième du deuxième slalom. Juste après, il fait ses débuts dans la Coupe du monde à Chamonix. En 2005, il reçoit aussi sa première sélection pour les Championnats du monde à Bormio, où il prend notamment la 17e position au slalom. Encore en Italie, il obtient le premier succès important de sa carrière aux Championnats du monde junior à Bardonnèche, où il gagne la médaille d'or sur le slalom devant Mattias Hargin et Beat Feuz.
En décembre 2005, il passe la barre du top trente en Coupe du monde pour marquer ses premiers points avec une 22e place au slalom de Kranjska Gora. Il obtient son ticket pour les Jeux olympiques de Turin, où il dispute la descente, le combiné et le slalom sans franchir une seule fois l'arrivée.
En 2006-2007, il entre dans le top vingt dans un slalom à Beaver Creek (19e),  récolte plusieurs médailles à l'Universiade, dont l'or sur le slalom, se classe seizième du slalom aux Championnats du monde à Åre et enfin gagne son premier titre national, aussi en slalom.
Il obtient son meilleur résultat dans l'élite en février 2008 avec une 14e place au slalom de Garmisch-Partenkirchen, puis en décembre 2009 à celui d'Alta Badia. Il prend part ensuite aux Jeux olympiques de Vancouver, où il est au départ de quatre courses, pour finir au mieux 28e sur le super-combiné.
Lors de l'hiver 2010-2011, il enregistre trois top vingt en slalom en Coupe du monde en plus de sa seizième place aux Championnats du monde à Garmisch-Partenkirchen, ainsi que son premier et seul podium dans la Coupe d'Europe en slalom à Oberjoch.
Il compte une autre sélection en championnat du monde en 2013 à Schladming (29e du slalom) et aux Jeux olympiques en 2014 à Sotchi, où il ne termine pas le slalom.
Il prend sa retraite sportive en 2015.
Trejbal se distingue par son style gothique avec ses longs cheveux et sa barbe.

## Palmarès

### Jeux olympiques d'hiver
| Épreuve / Édition | Descente | Super G | Slalom géant | Slalom  | Combiné / super combiné |
| JO 2006 Turin     | —        | —       | —            | Abandon | Abandon                 |
| JO 2010 Vancouver | 57e      | —       | 39e          | Abandon | 28e                     |
| JO 2014 Sotchi    | —        | —       | —            | Abandon | —                       |

Légende :
- — : Il n'a pas participé à cette épreuve

### Championnats du monde
| Édition / Épreuve                    | Super G | Slalom géant | Slalom      | Combiné |
| ------------------------------------ | ------- | ------------ | ----------- | ------- |
| Mondiaux 2005 Bormio                 |         | 29e          | 17e         |         |
| Mondiaux 2007 Åre                    | 47e     | Abandon      | 16e         | 24e     |
| Mondiaux 2009 Val d'Isère            |         |              | Disqualifié | -       |
| Mondiaux 2011 Garmisch-Partenkirchen |         |              | 16e         | -       |
| Mondiaux 2013 Schladming             |         |              | 29e         |         |

### Coupe du monde
- Meilleur classement général : 96e en 2010.
- Meilleur résultat : 14e.

#### Classements en Coupe du monde
| Année/Classement | Général | Général | Descente | Descente | Slalom géant | Slalom géant | Slalom | Slalom | Super G | Super G | Combiné | Combiné |
| Année/Classement | Class.  | Points  | Class.   | Points   | Class.       | Points       | Class. | Points | Class.  | Points  | Class.  | Points  |
| ---------------- | ------- | ------- | -------- | -------- | ------------ | ------------ | ------ | ------ | ------- | ------- | ------- | ------- |
| 2006             | 125e    | 13      | -        | -        | -            | -            | 58e    | 9      | -       | -       | 48e     | 4       |
| 2007             | 110e    | 26      | -        | -        | -            | -            | 46e    | 20     | -       | -       | 46e     | 6       |
| 2008             | 104e    | 31      | -        | -        | -            | -            | 43e    | 30     | -       | -       | 52e     | 1       |
| 2009             | 123e    | 14      | -        | -        | -            | -            | 52e    | 14     | -       | -       | -       | -       |
| 2010             | 96e     | 41      | -        |          | -            | -            | 34e    | 41     | -       | -       | -       | -       |
| 2011             | 101e    | 49      | -        | -        | -            | -            | 33e    | 49     | -       | -       | -       | -       |
| 2012             | 113e    | 18      | -        | -        | -            | -            | 42e    | 18     | -       | -       | -       | -       |

### Championnats du monde junior
- Champion du monde junior du slalom en 2005 à Bardonnèche.

### Universiades
- Turin 2007 :
  -  Médaille d'or en slalom.
  -  Médaille d'argent en slalom géant.
  -  Médaille d'argent en super G.

### Coupe d'Europe
- 4e du classement du slalom en 2011.
- 1 podium.

### Championnats de République tchèque
- Titré en slalom en 2007 et 2008.